# Udo Reifner
Udo Reifner (* 21. März 1948 in Neukirchen-Vluyn) ist ein deutscher Verbraucherrechtler.

## Leben
Reifner machte 1966 Abitur und studierte ab 1968 an der Freien Universität Berlin und später an der Universität Marburg Rechtswissenschaft und Soziologie. 1973 absolvierte er das Erste juristische Staatsexamen und 1976 das Zweite am Kammergericht. Während seines Referendariats war er drei Monate in einem Anwaltsbüro der CGT in Paris tätig. 1977 wurde er bei Uwe Wesel an der FU Berlin promoviert. Von 1976 bis 1980 war er am Wissenschaftszentrum Berlin in der empirischen Rechtssoziologie als wissenschaftlicher Mitarbeiter tätig, wo er sich mit der Rolle der Rechtsberatung für sozial schwache Schichten beschäftigte. In dieser Zeit begannen auch seine Forschungen zum Thema Nationalsozialismus und Recht mit dem Schwerpunkt zur Rolle von Rechtsberatung, Rechtswissenschaft und Anwaltschaft im Dritten Reich. Ein Schwerpunkt seines Interesse lag seit seiner Zusammenarbeit mit David Caplovitz ab 1978 in der Überschuldungsforschung. 1980 machte er in Berlin sein Diplom in Soziologie.
1981 wurde er an die Hochschule für Wirtschaft und Politik in Hamburg auf eine Professur für Wirtschaftsrecht berufen. Als Gastprofessor lehrte Reifner an der McGill University (1986), der Université catholique de Louvain (1990), an der DePaul University in Chicago (1995), der University of Birmingham (1997), der New York University (2000) und hatte danach ständige Lehraufträge an der Universität Trient. Er wurde 2012 an der Universität Hamburg emeritiert und zugleich zum außerordentlichen Professor an der Universität Trient in Italien berufen, wo er seitdem lehrt.
Von 1987 bis 2016 leitete Reifner das gemeinnützige Institut für Finanzdienstleistungen. Von 1985 bis 1995 war er Mitglied im Vorstand der Verbraucherzentrale Hamburg. Er begründete mit Hans-W. Micklitz, Klaus Tonner und Friedrich A. Bultmann die Fachzeitschrift Verbraucher und Recht und war von 2001 bis 2012 ihr geschäftsführender Herausgeber. 2003 war er Präsident der Financial User Group bei der Generaldirektion Markt der EU und war von Juni 2013 bis 2018 Mitglied im Verbraucherbeirat der Bundesanstalt für Finanzdienstleistungsaufsicht. Mit einer Reihe von Verbraucheraktivisten aus den USA und Europa gründete er 2005 die Coalition for Responsible Credit (ECRC), deren Sprecher er wurde.
Im Juni 2016 wurde Reifner das Bundesverdienstkreuz für seine langjährige Tätigkeit für den finanziellen Verbraucherschutz verliehen.
Seit 2017 wird der "Udo Reifner Award" an Beiträge von Akademikern zur Konferenz der International Association of Consumer Law vergeben.

## Tätigkeitsschwerpunkt
Verbraucherschutz ist für Reifner die Zügelung des Missbrauchs wirtschaftlicher Macht. 2017 hat er dies in einem dreibändigen interdisziplinären Werk über das Geld und die Finanzkrise zusammengefasst. Zu seinen Schriften und Thesen nehmen Kolleginnen und Kollegen aus vielen Ländern in einer interaktiven Festschrift zum 70. Geburtstag Stellung.
Mit der European Social Contract Law Group organisierte Reifner zusammen mit dem Arbeitsrechtler Luca Nogler aus Trient einen internationalen Forschungsverbund. Darin wird ein Vertragsmodell fortentwickelt, das als Alternative zum Kaufvertragsmodell gleicherweise für Arbeits-, Wohnraummiet- und Verbraucherdarlehensverträge Geltung beansprucht und die Disziplinen zusammenbringt.